# Uzeničky
Uzeničky [ʊzɛɲɪt͡ʃkɪ] (deutsch Klein Usenitz, früher Deutsch Usenitz) ist eine Gemeinde in Tschechien. Sie liegt neun Kilometer nordöstlich von Blatná in Südböhmen und gehört zum Okres Strakonice.

## Geographie

### Geographische Lage

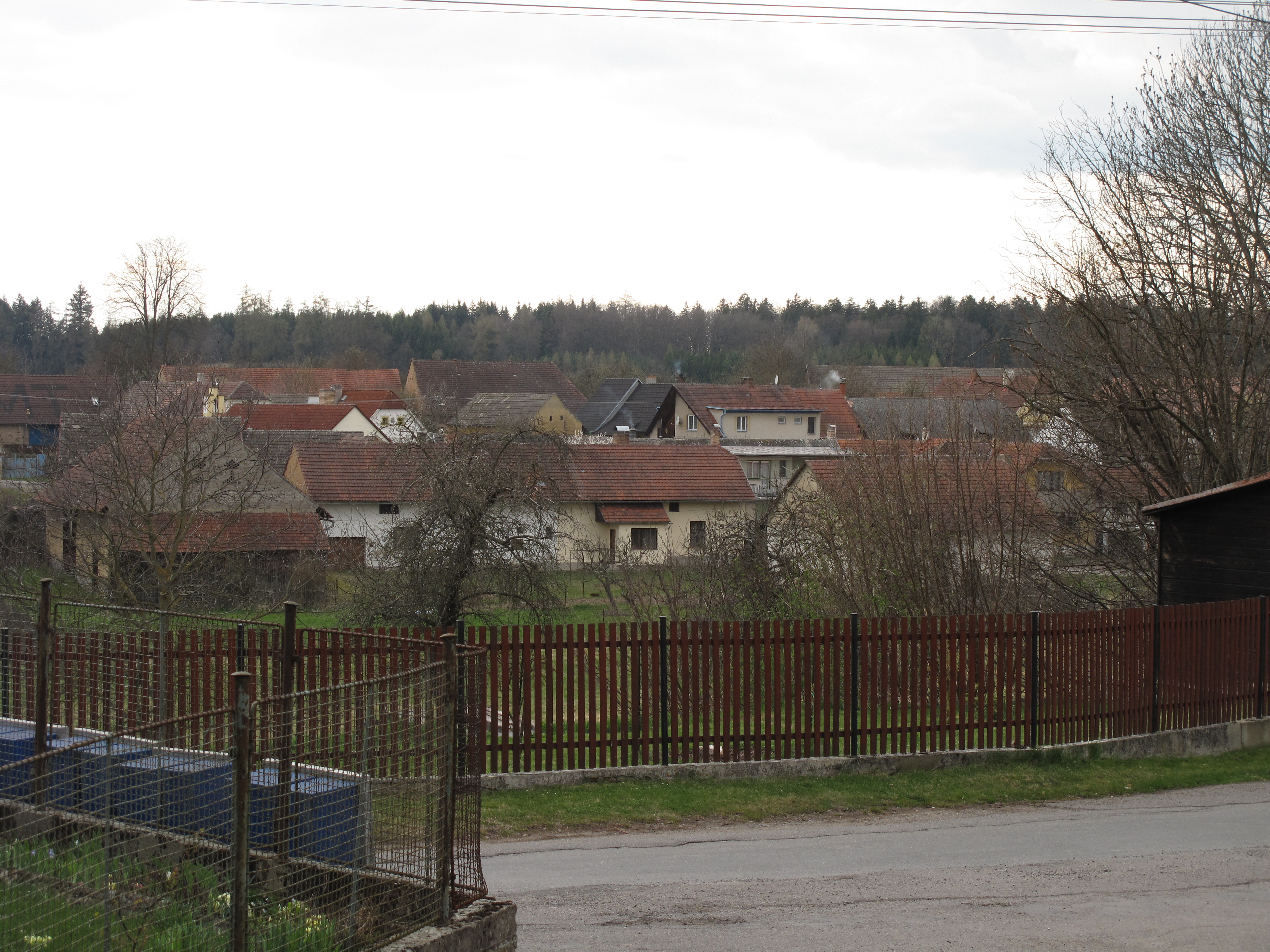
Blick auf Uzeničky

Uzeničky befindet sich in der Quellmulde des Baches Uzenický potok im Hügelland Blatenská pahorkatina. Gegen Nordosten liegt der Teich Hlibeňský rybník. Nördlich erhebt sich der Drahenický vrch (615 m), im Osten der Chlumák (548 m), sowie im Nordwesten die Kamenitá (543 m) und der Na Bambulí (580 m).

### Gemeindegliederung
Die Gemeinde Uzeničky besteht aus den Ortsteilen Černívsko (Tschernisko) und Uzeničky (Klein Usenitz) sowie der Einschicht U Frička.

### Nachbargemeinden
Nachbarorte sind Hudčice, Stranohoří, Hradčany und Drahenice im Norden, Draheničky und Svučice im Nordosten, Mišovice, Minice und Pohoří im Osten, Rakovice, Ostrov und Svobodka im Südosten, Uzenice im Süden, U Frička, Černívsko, Drahenický Málkov, Nový Dvůr, Žebrák und Chaloupky im Südwesten, Hostišovice und Podruhlí im Westen sowie Chaloupky, Na Hůrce und Koupě im Nordwesten.

## Geschichte
Die erste schriftliche Erwähnung des Dorfes stammt aus dem Jahre 1260. Im 14. Jahrhundert ließen die Vladiken von Huzenice, die Verwandte der Herren von Křikava waren und mit diesen gemeinschaftlich das Kirchpatronat in Černívsko ausübten, die Feste erbauen. Diese wurde 1364 als Sitz des Kunrát von Huzenice erstmals erwähnt. Ihm folgte 1394 Henzlin von Huzenice und um 1442 Racek von Langendorf auf Uzenice. Dieser trat später der Strakonitzer Allianz bei, die Feste wurde von einem Píseker Heer eingenommen und niedergebrannt, jedoch bald wieder aufgebaut. Zum Ende des 15. Jahrhunderts war Tašek von Drahenice Besitzer von Uzenice, er erwarb die wüste Burg Křikava mit dem Dorf Černívsko und schlug sie dem Gut Uzenice zu. Um 1520 erwarb Zdeniek Lev von Rosental das Gut und schloss es an die Herrschaft Blatná an. Sein Sohn Adam Lev von Rosental verkaufte das Gut Teutsch-Usenitz 1537 für 1000 Schock Böhmische Groschen an Johann Bieschin von Bieschin. Bei der Erbteilung zwischen dessen Söhnen fiel das Gut Teutsch-Usenitz einschließlich des Kirchpatronats in Černívsko 1579 an Zdenko Bieschin von Bieschin. Dessen Sohn Zbynek Georg Bieschin von Bieschin verkaufte das Gut Teutsch-Usenitz mit den Dörfern Klein-Usenitz, Groß-Usenitz und Černisko 1617 für 14.000 Meißnische Schock an Wilhelm d. Ä. Wrabsky Tluksa von Wraby, der es seiner Herrschaft Drahenice zuschlug.
Ende des 17. Jahrhunderts erwarben die Grafen Khan die Herrschaft von den Tluksa von Wraby. Anschließend wechselten die Besitzer in rascher Folge. 1795 erwarb der Oberstlandmarschall Johann Prokop Graf Hartmann von Klarstein das Gut Drahenitz von Marie Elisabeth Reichsgräfin von Nostitz-Rieneck, geborene Kolowrat Krakowsky von Ugezd. Weitere Namensformen waren Huzeničky und Malé Uzenice. Im Jahre 1840 bestand Klein-Usenitz, auch Teutsch-Usenitz / Uzeniček, aus 37 Häusern mit 291 Einwohnern, darunter einer Israelitenfamilie. Im Dorf gab es einen Meierhof, eine Schäferei und eine Ziegelhütte. Das ehemalige Schloss war zum Schüttboden umgebaut. Pfarrort war Černisko (Černívsko). Bis zur Mitte des 19. Jahrhunderts blieb Klein-Usenitz der Herrschaft Drahenitz untertänig.
Nach der Aufhebung der Patrimonialherrschaften bildete Uzeničky/Klein-Uzenitz ab 1850 mit dem Ortsteil Černivsko eine Gemeinde in der Bezirkshauptmannschaft und dem Gerichtsbezirk Blatná. Im Jahre 1870 wurden die Grafen Lobkowicz Besitzer der Güter. Im Zuge der Aufhebung des Okres Blatná wurde Uzeničky 1960 dem Okres Strakonice zugeordnet. 1964 erfolgte die Eingemeindung nach Uzenice. Am 24. November 1990 löste sich Uzeničky wieder von Uzenice los und bildete eine eigene Gemeinde.
Das Dorf Uzeničky hatte im Jahre 1991 118 Einwohner. Beim Zensus von 2001 wurden im Ortsteil Uzeničky 111 Personen und 53 Wohnhäuser gezählt.

## Kultur und Sehenswürdigkeiten

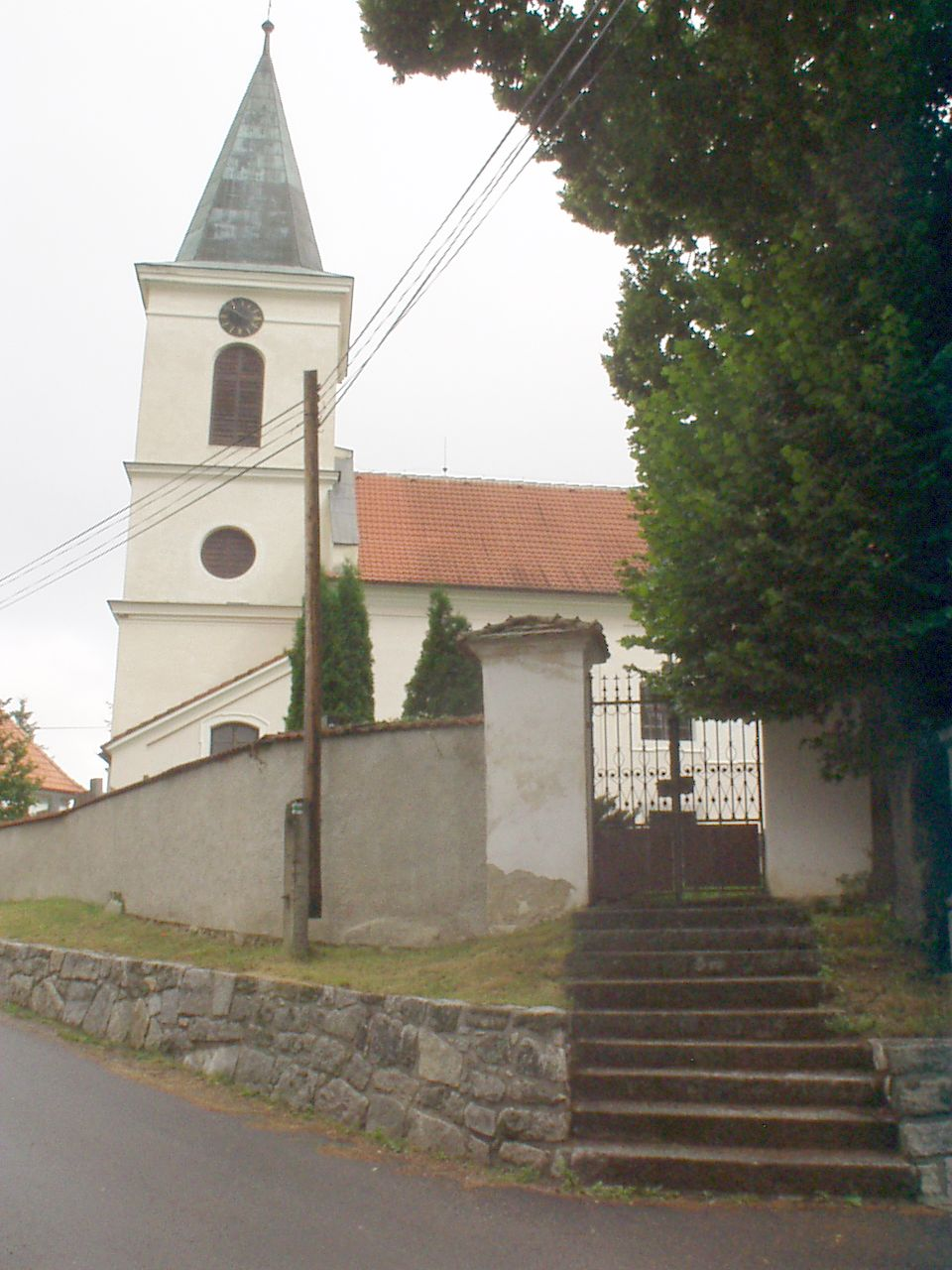
Kirche der hl. Dreifaltigkeit in Černívsko

- Reste der Burg Křikava bei Černívsko, sie wurde 1345 erstmals erwähnt und im 15. Jahrhundert zerstört
- Kirche der hl. Dreifaltigkeit in Černívsko, der aus dem 14. Jahrhundert stammende Bau wurde 1722 barock umgestaltet
- Barockes Pfarrhaus in Černívsko, errichtet Mitte des 18. Jahrhunderts
- Feste Uzeničky, sie entstand im 14. Jahrhundert als Sitz der Vladiken von Huzenice und wurde im 17. Jahrhundert zu einem dreigeschossigen Speicher umgebaut
- Kapelle auf dem Dorfplatz von Uzeničky, erbaut 1890